# Lista över ceremonimästare vid Kungl. Maj:ts Orden
Detta är en lista över Kungl. Maj:ts Ordens ceremonimästare. Ämbetet upphörde 22 mars 1952.

## Ceremonimästare
- 1748–1753: Carl Hårleman
- 1853–1868: Carl Johan Cronstedt
- 1768–1773: Carl von Fersen
- 1773–1778: Erik August Lewenhaupt
- 1778–1790: Adolf Fredrik Munck
- 1790–1796: Fabian Wrede
- 1795–1840: Verner Gottlob von Schwerin
- 1840: Mauritz Axel Lewenhaupt
- 1853: Erik August Lewenhaupt
- 1858–1860: Gustaf Göran Gabriel Oxenstierna
- 1860–1861: Carl Jedvard Bonde
- 1878–1884: Robert von Rosen
- 1884–1890: Victor Ankarcrona
- 1890–1899: Carl Gustaf von Rosen
- 1899–1913: Carl Malcolm Lilliehöök
- 1917–1921: Tage Thott
- 1921–1928: Conrad Vilhelm Henrik Gabriel Falkenberg af Trystorp
- 1928–1930: Alfred Piper
- 1930–1945: Hans von Stedingk
- 1946–1951: Nils Rudebeck
- 1951–1952: Nils Gyldenstolpe

### Ceremonimästare i Norge
- 1823–1825: Haxthausen
- 1832–1839: Frederik Due